# Dynamite! (альбом Айка и Тины Тёрнеров)
Dynamite! — второй студийный альбом дуэта Айка и Тины Тёрнеров, выпущенный на лейбле Sue Records в мае 1962 года. Альбом содержит их первую песню, номинированную на премию «Грэмми», и их второй бестселлер «It’s Gonna Work Out Fine».

## Список композиций
Слова и музыка всех песен Айка Тёрнера, за исключением отмеченных. 
| №  | Название                        | Автор(ы)                                | Длительность |
| -- | ------------------------------- | --------------------------------------- | ------------ |
| 1. | «You Should’a Treated Me Right» |                                         | 3:40         |
| 2. | «It’s Gonna Work Out Fine»      | Роуз Мари Маккой, Джо Сенека, Джеймс Ли | 3:03         |
| 3. | «A Fool in Love»                |                                         | 2:52         |
| 4. | «Poor Fool»                     |                                         | 2:33         |
| 5. | «I Idolize You»                 |                                         | 2:51         |
| 6. | «Tra La La La La»               |                                         | 2:40         |

| №  | Название               | Автор(ы)                  | Длительность |
| -- | ---------------------- | ------------------------- | ------------ |
| 1. | «Sleepless»            |                           | 2:50         |
| 2. | «I’m Jealous»          | Айк Тёрнер, Джейн Бассонг | 2:15         |
| 3. | «Won’t You Forgive Me» |                           | 2:42         |
| 4. | «The Way You Love Me»  |                           | 1:52         |
| 5. | «I Dig You»            | Джо Сенека, Майнор Стюард | 2:22         |
| 6. | «Letter From Tina»     |                           | 2:34         |